# Agua Blanca (El Salvador)
Es un cantón del municipio de Anamorós, en el departamento de La Unión, de El Salvador. Con riqueza natural, clima tropical con combinación del clima caliente de Anamorós y el clima helado cálido de Corinto, en el departamento de Morazán.

## División administrativa
Está dividido en los siguientes caseríos:
- Agua Blanca/Los Álvarez "El Centro"
- Los Medranos/El Portillo de las pulgas
- La Montañita
- Los Benítez
- Los Medranos/Los Medranitos
- El Caraguito
- Los Venturas 1
- Los Venturas 2
- El Portillo/El Portillo el Roble
- Los Sánchez / La Cenicera
- Los Flores
- Los Umanzores
- Los Ramírez

## Educación
Agua Blanca, cuenta con un sistema educativo público, desde Parvularia hasta Noveno Grado. Es uno de los cantones con mayor población estudiantil de Anamorós, y es uno de los cantones con mayor cantidad de Centros Escolares.
| N.º | Nombre del centro escolar                              | Caserío      | Población Estudiantil | Nivel                 |
| --- | ------------------------------------------------------ | ------------ | --------------------- | --------------------- |
| 1   | Centro escolar Cantón Agua Blanca                      | Los Álvarez  | 200 Estudiantes       | Parvularia - 6° Grado |
| 2   | Centro escolar Caserío Los Medranos, C/ Agua Blanca    | Los Medranos | 150 Estudiantes       | Parvularia - 6° Grado |
| 3   | Centro escolar Caserío La Montañita , C/ Agua Blanca   | La Montañita | 85 Estudiantes        | Parvularia - 6° Grado |
| 4   | Centro escolar Caserío El Caraguito, C/ Agua Blanca    | El Caraguito | 25 Estudiantes        | Parvularia - 6° Grado |
| 5   | Centro escolar Caserío Los Benítez, Cantón Agua Blanca | Los Benitez  | 400 Estudiantes       | Parvularia - 9° Grado |

## Cultura
Agua Blanca, esta llena de cultura con su gente amable y cariñosa, visitar este lugar siempre es lleno de felicidad, entre sus eventos culturales de costumbre están las Moliendas en Trapiches de Madera, La Visita a la Cuevas de Pinturas Rupestres, Cuevas de las Mezas y Cuevas de los Fierros, Además esta el imponente volcán Ocotepeque (1179,92 m s. n. m.); Es muy común se hagan muchas visitas para las fechas de las Moliendas.

### Las Moliendas
Las Moliendas son usualmente para fechas de verano de diciembre a marzo, ya que para la localidad es el tiempo donde la caña de azúcar llega al máximo de madurez para poder ser utilizada y molerla, a si poder obtener la miel, dulce de panela, alfiñiques, batidos, etc.
9°39′N 69°6′O / 9.650, -69.100